# Fastighetsförvaltning
Fastighetsförvaltning är förvaltning och underhåll av en fastighet och dess byggnader, som ibland utförs av fastighetsägaren, ibland på entreprenad. Kommersiell fastighetsförvaltning utförs av fastighetsbolag.
Fastighetsförvaltning som innebär att överlåta förvaltningen av sin fastighet till en extern organisation (till exempel en fastighetsförvaltare) omfattar bland annat hantering av hyresbetalningar, sökande efter hyresgäster, hantering av administrativa dokument och konfliktlösning.
Vid hyresförvaltning måste man följa en fastställd avtalstid mellan huvudmannen och agenten, men denna får inte överstiga 30 år. Professionell kunskap sparar ägarens tid; i själva verket kräver fastighetsmarknaden kunskap om den lokala marknaden samt juridiska eller administrativa frågor som ägaren inte nödvändigtvis besitter.
Avgifterna för fastighetsförvaltning varierar avsevärt beroende på objekttyp, dess läge, tillhandahållna tjänster och marknadsläget. Även om det finns generella riktlinjer inom branschen bör fastighetsägare bedöma förvaltningsavtal baserat på det totala erbjudandets värde och inte enbart på avgifternas storlek.

## I olika länder
Lagen från den 2 januari 1970, Hogets lag, reglerar verksamheten för fastighetsförvaltare och byggnadsförvaltare. Fastighetsförvaltning gäller särskilt uthyrning av bostads- och kommersiella lokaler, hyresadministration och sökande efter hyresgäster. Den fastställer följande skyldigheter: professionellt kort, ansvarsförsäkring, ekonomisk garanti. Dekretet från den 20 juli 1972 fastställer villkoren för tillämpning av denna lag.
I de flesta amerikanska delstater krävs det att fastighetsförvaltare är licensierade fastighetsmäklare för att kunna samla in hyror, lista fastigheter till försäljning eller delta i hyresförhandlingar. En fastighetsförvaltare kan vara en licensierad agent, men arbetar vanligtvis under en licensierad mäklares namn. I de flesta delstater finns ett online-system för licenskontroll för alla som innehar licens som fastighetsmäklare eller agent. I vissa delstater, som Idaho och Maine, krävs inga sådana licenser.
Fastighetsförvaltning i Kanada definieras av ett brett spektrum av fastighetsrelaterade aktiviteter. Traditionell fastighetsförvaltning innebär att förvaltaren agerar som ägarens representant och utför förvaltning. Förvaltaren ansvarar för hyresinsamling, byggnadsskötsel, servicearbeten, upprättande av avtal, ingående av hyreskontrakt och upprättande av förvaltningsrapporter. Rättslig reglering varierar beroende på provins i Kanada.